# Richard de Andria
Richard (d. 1196) a fost nobil normand din sudul Italiei, devenit episcop de Andria.
Richard era fiul contelui Godefroi de Taranto. La moartea tatălui său, el ar fi urmat să preia moștenirea acestuia, însă intervenția fratelui mai mic al lui Godefroi, Petru a condus la pierderea posesiei asupra Trani. Ca urmare, Richard a rămas să stăpânească doar în Andria, ca episcop al acesteia, poziție în care fusese numit de către Papa Adrian al IV-lea.
În 1179, Richard a fost unul dintre episcopii prezenți la al treilea conciliu de la Lateran convocat de Papa Alexandru al III-lea. El s-a menținut în poziția de episcop de Andria până la moarte, vreme de peste 40 de ani. și a fost canonizat ca sfânt al Bisericii Catolice.